# Tatort: Das zweite Gesicht
Das zweite Gesicht ist ein deutscher Fernsehkrimi von Tim Trageser aus dem Jahr 2006. Er entstand als 646. Folge der Kriminalreihe Tatort.

## Handlung
Boerne und Thiel zittern im kalten Winter, da in Boernes Wohnhaus die Heizung kaputt ist. Die Kälte führt auch zu einem Toten: Der Obdachlose Kalle wird erfroren aufgefunden. Es ist der erste Fall, den Nadeshda allein bearbeiten darf. Sie stellt nur fest, dass Kalle keinerlei Ausweispapiere oder sonstige ihn identifizierende Dinge bei sich hatte. Während Nadeshda noch mit dem Toten beschäftigt ist, versucht Roswitha Brehm, mit Thiel zu sprechen. Der jedoch lässt sie abwimmeln, weil er sich nicht mit dieser „Nervensäge“ unterhalten will. Kurz darauf wird Roswitha tot in der unbewohnten Steinhagen-Villa gefunden. Offenbar ist sie die Treppe hinuntergestürzt. In der Villa spielte sich vor sechs Jahren eine Tragödie ab, als die Eltern Steinhagen und der Sohn Christoph ermordet wurden. Damals stand die Tochter Franziska unter Mordverdacht, die sich jedoch in einem Internat aufhielt. Die drei Leichen wurden nie gefunden, und bis heute hat sich am Zustand der Villa seit dem Mord nichts geändert.
Boerne kann in Roswithas Blut Ketamin nachweisen, was für die herzkranke Frau tödlich war. Es wird deutlich, dass sie ermordet wurde. In ihrer Wohnung finden sich zahlreiche okkulte Gegenstände, Glaskugeln, gelegte Karten und ein Buch, in dem die Frau mit dem zweiten Gesicht ihre Visionen aufzeichnete. Ihre letzten Aufzeichnungen fehlen jedoch. Wie dringend sie ihre Erkenntnisse mitteilen wollte, zeigt ein Telefonanruf bei Thiel, dem sie auf Band sprach.
Die Ermittler erfahren, dass Roswithas Patenkind Dr. Hanno Mittenzwey Dozent von Franziska Steinhagen ist. Er soll die Steinhagen-Villa für sie verkaufen. Franziska stand auch in Kontakt mit Roswitha, an deren Seance sie teilnahm, um vom Verbleib ihrer Familie zu erfahren. Nadeshda findet unterdessen heraus, dass der Tote Karl-Heinz Metzler heißt und als Kind Vereinskamerad von Christoph Steinhagen war. Kurz darauf werden die Ermittler zu einer Landstraße gerufen: Dr. Mittenzwey wurde überfahren und verstarb noch auf der Straße. In seinem Wagen findet Thiel einen Stadtplan und in ihm die fehlenden Seiten aus Roswithas Aufzeichnungsbuch. Sie zeigen unter anderem ein altes Tor, Bäume in bestimmter Anordnung und die nebeneinanderliegenden Skelette von zwei Personen. Ein Hinweis im zugehörigen Text deutet auf rote Erde hin und tatsächlich findet sich an Mittenzweys Sohlen rote Erde. Im Kofferraum liegt ein benutzter Spaten. Kurzerhand folgen Thiel und Boerne den Markierungen auf dem Stadtplan, finden das Tor und die Bäume sowie die Stelle, an der Mittenzwey gegraben hat. Nach einiger Zeit legt Boerne tatsächlich zwei Skelette frei, die er schließlich als Mutter und Vater Steinhagen identifizieren kann. Die Leiche von Christoph bleibt verschwunden, weil sie nie existiert hat, folgern die Ermittler. Sie suchen Franziska auf und finden sie mit der Plattensammlung ihres Bruders, die sie angeblich verkaufen will. Die Kleinanzeigen, die sie in der letzten Zeit aufgegeben hat, sprechen jedoch nur von einer Platte Brother in Arms, die sie erwerben will. Da das Original jedoch Brothers in Arms lautet, vermuten die Ermittler einen chiffrierten Text, der in Wirklichkeit der Kontaktaufnahme zu ihrem Bruder dient. Thiel sucht Franziska in der Bibliothek auf und teilt ihr mit, dass die Leichen ihrer Eltern gefunden wurden. Er bittet sie zudem eindringlich, ihm von einem möglichen Kontaktversuch ihres Bruders zu berichten.
Über eine weitere chiffrierte Anzeige in einer Zeitung erfahren die Ermittler, dass sich Franziska am selben Tag mit Christoph treffen will. Wegen  Thiels Besuch in der Bibliothek konnte Franziska das Treffen nicht wahrnehmen, sodass Christoph wieder verschwand. Er schrieb sich im Hotel als „Dr. Karl-Heinz Metzler“ ein. Kalle hatte Christoph nach der Tat seine Papiere gegeben, sodass der ihm ähnlich sehende Christoph untertauchen und ein neues Leben beginnen konnte. Boerne analysiert Christophs Blut vom damaligen Tatort und kann ein starkes Mittel zur Betäubung einzelner Körperpartien nachweisen. Somit vermuten die Ermittler, dass Christoph sich damals seine Schussverletzung selbst beigebracht haben kann. Sie suchen nach Christoph und Franziska, bis Thiel glaubt, ihren Aufenthaltsort zu kennen. Er fährt zur Villa Steinhagen und tatsächlich trifft er dort auf Franziska. Sie berichtet ihm, sie könne sich wieder an den Tathergang erinnern. Ihr Vater habe sich bei einem eskalierten Streit mit der Mutter durch Kopfschuss umgebracht, da diese ihn provoziert habe, er würde sich dies nicht trauen. Christoph fand kurz darauf den toten Vater und tötete in verzweifelter Wut die Mutter. Dann verschwand er wiederum, kehrte nun jedoch zurück. Sowohl Roswitha als auch Mittenzwey ahnten, dass Christoph lebt, weswegen sie von Franziska ermordet wurden. Sie zeigt Thiel auch Christophs Leiche. Er war zurückgekehrt, um ihr mitzuteilen, dass er sie endgültig verlassen werde, woraufhin sie ihn umbrachte. Franziska wird festgenommen.

## Produktion
Die Dreharbeiten zu Das zweite Gesicht fanden von Februar bis März 2006 in Münster und Umgebung sowie in den WDR-Studios in Köln statt.
In Deutschland lief die Free-TV-Premiere am 12. November 2006. Diese verfolgten insgesamt 7,84 Millionen Zuschauer bei einem Marktanteil von 20,7 Prozent. In der werberelevanten Zielgruppe waren es 3,08 Millionen bei einem Marktanteil von 13,0 Prozent. Im Jahr 2011 wurde der Film auf DVD veröffentlicht. Es war der zehnte Fall für die Ermittler Thiel und Boerne.

## Kritik
„Vertrackter Fall mit kuriosen Schmankerln“, befand die TV Spielfilm. Der Film sei „spannend, zum Ende etwas wirr. Thiels Zoff mit Boerne (Jan Josef Liefers) über kaputte Heizungen reißt's aber wieder raus.“